# Olimpiadi degli scacchi del 1937
Le Olimpiadi degli scacchi del 1937 furono la settima edizione ufficiale della manifestazione; si tennero a Stoccolma dal 31 luglio al 14 agosto. Contestualmente ad esso si svolse il sesto campionato del mondo femminile.

## Torneo
Al torneo parteciparono 19 nazioni con 94 giocatori; il Belgio fu l'unica squadra a non avere una riserva. Il torneo fu giocato come un girone all'italiana; al quattordicesimo turno, nello scontro tra Svezia e Scozia, la partita Stoltz-Reid fu la prima e unica nella storia delle Olimpiadi ad essere assegnata per forfait.
Ad imporsi furono i giocatori degli Stati Uniti, che vinsero la quarta medaglia d'oro consecutiva (non contando l'Olimpiade non ufficiale di Monaco 1936, alla quale non parteciparono).

### Risultati assoluti
| Pos. | Squadra        | Scacchiere          | Scacchiere                   | Scacchiere           | Scacchiere          | Scacchiere                 | Punti |
| Pos. | Squadra        | Prima               | Seconda                      | Terza                | Quarta              | Quinta (riserva)           | Punti |
| ---- | -------------- | ------------------- | ---------------------------- | -------------------- | ------------------- | -------------------------- | ----- |
|      | Stati Uniti    | Samuel Reshevsky    | Reuben Fine                  | Isaac Kashdan        | Frank Marshall      | Israel Albert Horowitz     | 54,5  |
|      | Ungheria       | Andor Lilienthal    | László Szabó                 | Endre Steiner        | Kornél Havasi       | Árpád Vajda                | 48,5  |
|      | Polonia        | Savelij Tartakover  | Miguel Najdorf               | Paulino Frydman      | Izaak Appel         | Teodor Regedziński         | 47    |
| 4    | Argentina      | Luis Piazzini       | Jacobo Bolbochan             | Roberto Grau         | Carlos Guimard      | Isaias Pleci               | 47    |
| 5    | Cecoslovacchia | Salo Flohr          | Jan Foltys                   | Emil Zinner          | Jiří Pelikán        | František Zíta             | 45    |
| 6    | Paesi Bassi    | Max Euwe            | Salo Landau                  | Lodewijk Prins       | Theo van Scheltinga | Adriaan de Groot           | 44    |
| 7    | Estonia        | Paul Keres          | Paul Felix Schmidt           | Ilmar Raud           | Johannes Türn       | Gunnar Friedemann          | 41,5  |
| 8    | Lituania       | Vladas Mikėnas      | Povilas Vaitonis             | Isakas Vistaneckis   | Markas Luckis       | Leonardas Abramavičius     | 41,5  |
| 9    | Jugoslavia     | Vasja Pirc          | Petar Trifunović             | Savo Vuković         | Boris Kostić        | Mirko Bröder               | 40    |
| 10   | Svezia         | Gideon Ståhlberg    | Erik Lundin                  | Gösta Stoltz         | Gösta Danielsson    | Eric Jonsson               | 38,5  |
| 11   | Lettonia       | Vladimirs Petrovs   | Fricis Apšenieks             | Voldemārs Mežgailis  | Karlis Ozols        | Lucijs Endzelins           | 37,5  |
| 12   | Finlandia      | Thorsten Gauffin    | Eero Böök                    | Ilmari Solin         | Toivo Salo          | Kaarle Ojanen              | 34    |
| 13   | Inghilterra    | George Alan Thomas  | Conel Hugh O'Donel Alexander | Stuart Milner-Barry  | Harry Golombek      | George Wheatcroft          | 34    |
| 14   | Italia         | Vincenzo Castaldi   | Michele Riello               | Mario Napolitano     | Cherubino Staldi    | Stefano Rosselli del Turco | 26,5  |
| 15   | Danimarca      | Jens Enevoldsen     | Ernst Sørensen               | Christian Poulsen    | Øjvind Larsen       | Johannes Petersen          | 25,5  |
| 16   | Islanda        | Eggert Gilfer       | Jón Guðmundsson              | Ásmundur Ásgeirsson  | Baldur Möller       | Sturla Pétursson           | 23    |
| 17   | Belgio         | Arthur Dunkelblum   | Alberic O'Kelly de Galway    | Arthur Baert         | Marcel Defosse      |                            | 22,5  |
| 18   | Norvegia       | Storm Herseth       | Oluf Kavli-Jørgensen         | Andreas Guldbrandsen | K. Salbu            | H. Christoffersen          | 19,5  |
| 19   | Scozia         | James Macrae Aitken | John Montgomerie             | George Page          | Peter Reid          | Charles Pirie              | 14    |

### Risultati individuali
Furono assegnate medaglie ai tre giocatori di ogni scacchiera con le migliori percentuali di punti per partita.
|                             | Giocatore          | Punti            | Partite          | %                |
| Prima scacchiera            | Prima scacchiera   | Prima scacchiera | Prima scacchiera | Prima scacchiera |
| --------------------------- | ------------------ | ---------------- | ---------------- | ---------------- |
|                             | Salo Flohr         | 12,5             | 16               | 78,1             |
|                             | Paul Keres         | 11               | 15               | 73,3             |
|                             | Max Euwe           | 9,5              | 13               | 73,1             |
| Seconda scacchiera          |                    |                  |                  |                  |
|                             | Reuben Fine        | 11,5             | 15               | 76,7             |
|                             | László Szabó       | 12,5             | 18               | 69,4             |
|                             | Petar Trifunović   | 11               | 16               | 68,8             |
| Terza scacchiera            |                    |                  |                  |                  |
|                             | Isaac Kashdan      | 14               | 16               | 87,5             |
|                             | Endre Steiner      | 14,5             | 18               | 80,6             |
|                             | Paulino Frydman    | 11,5             | 16               | 71,9             |
| Quarta scacchiera           |                    |                  |                  |                  |
|                             | Gösta Danielsson   | 14               | 18               | 77,8             |
|                             | Carlos Guimard     | 11               | 16               | 68,8             |
|                             | Markas Luckis      | 11,5             | 17               | 67,6             |
| Quinta scacchiera (riserva) |                    |                  |                  |                  |
|                             | Al Horowitz        | 13               | 15               | 86,7             |
|                             | Teodor Regedziński | 11               | 13               | 84,6             |
|                             | Isaias Pleci       | 14               | 17               | 82,4             |

#### Medaglie individuali per nazione
| Nazione        |   |   |   | Totali |
| -------------- | - | - | - | ------ |
| Stati Uniti    | 3 | 0 | 0 | 3      |
| Cecoslovacchia | 1 | 0 | 0 | 1      |
| Svezia         | 1 | 0 | 0 | 1      |
| Ungheria       | 0 | 2 | 0 | 2      |
| Argentina      | 0 | 1 | 1 | 2      |
| Polonia        | 0 | 1 | 1 | 2      |
| Estonia        | 0 | 1 | 0 | 1      |
| Paesi Bassi    | 0 | 0 | 1 | 1      |
| Jugoslavia     | 0 | 0 | 1 | 1      |
| Lituania       | 0 | 0 | 1 | 1      |